# تقيح الجلد الغنغريني

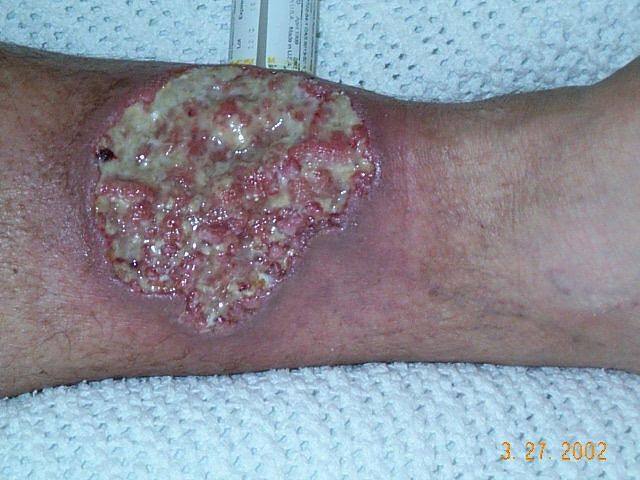
داء التقيح الجلدي الغنغريني على ساق مريض مصاب بداء كرون

تقيح الجلد الغنغريني ((بالإنجليزية: Pyoderma gangrenosum)‏) هو مرض يصيب الجلد مسببا تقرحاتٍ عميقة وجروحاً مزمنة.
يظهر في المرحلة الأولى على شكل لسعات (لدغات) أو حطاطات ثم تتسع في المراحل المتقدمة من المرض ويترافق معها آلالام شديدة.

## تاريخ المرض
اكتشف مرض تقيح الجلد الغنغريني عام 1930، وبإجراء العديد من الإحصائيات وجد أن هذا المرض يصيب شخصاً واحداً من بين 100.000 شخص، ويزداد احتمال الإصابة به ما بين 40 إلى 50 سنة.

## أنواعه

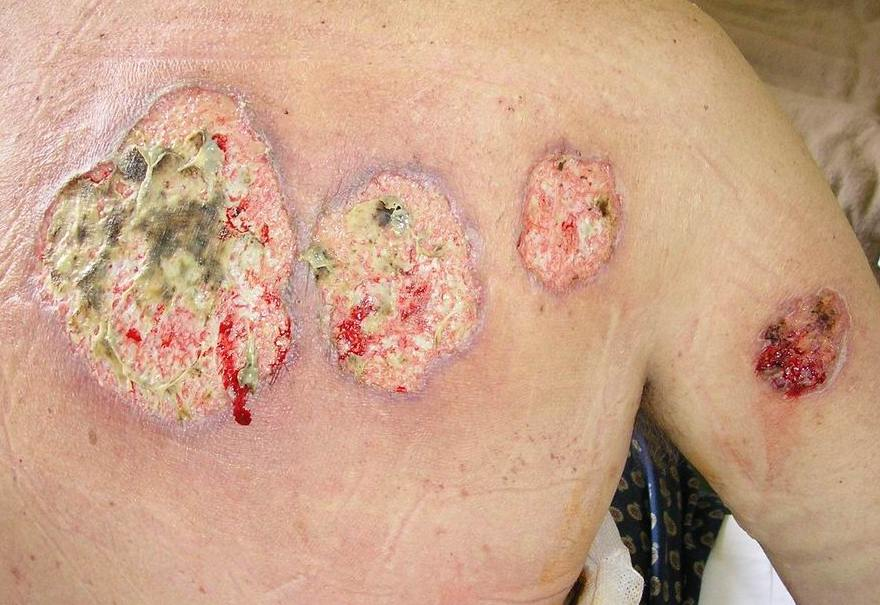
تقيح جلدي غنغريني

هناك نوعان رئيسيان لتقيح الجلد الغنغريني :
1•	حالة عامة: يكون على شكل تقرحات تصيب الساقين.
2•	حالة نادرة :تقرحات سطحية تصيب اليدين أو مناطق أخرى من الجسم
أنواع أخرى فرعية :
•	تقيح جلدي غنغريني فموي: يشكل 15% من جميع أنواع تقيح الجلد الغنغريني
•	تقيح جلدي غنغريني فقاعي
•	تقيح جلدي غنغريني بثري 
•	تقيح جلدي غنغريني خضري 

## الأسباب
1-	يعتقد أن داء تقيح الجلد الغنغريني ناتج من ضعف الجهاز المناعي وضعف عمل الخلايا العدلة.
2-	مالا يقل عن نصف المصابين بداء تقيح الجلد الغنغريني  يعانون أيضا من أمراض أخرى مثل التهاب المعدة التقرحي، داء كرون، التهاب المفصل الروماتويدي والورم النقوي المتعدد.
3-	يترافق داء تقيح الجلد الغنغريني مع أمراض أخرى مثل PAPA syndrome.

## الأمراض المرتبطة بمرض تقيح الجلد الغنغريني
أمراض التهاب الأمعاء:
•	التهاب القولون التقرحي
•	داء كرون
التهابات مفصلية  :
•التهاب المفصل الروماتويدي
•	التهاب مفصلي متعدد ومتناظر سلبي المصل
أمراض الدم:
•	ابيضاض الدم
•	الابْيِضاضُ المُشَعَّرُ الخَلاَيا
•	تليف النقي
•	حؤول نقيي
•	اعتلال غاما غلوبولين وحيد النسيلة

## العلاج
في المرحلة الأولى لعلاج داء تقيح الجلد الغنغريني يستخدم:
•	كورتيزون
•	سايكلو سبورين
إذا لم يتشاف المريض يتم مضاعفة العلاج باستخدام
•	 الكورتيزون ومايكوفينوليت موفيتيل
•	 مايكوفينوليت موفيتيل  وسايكلو سبورين
•	تاكروليمس
•	ثاليدو مايد
•	إنفليكسيماب
•	فصادة البلازما